# Bahlsen

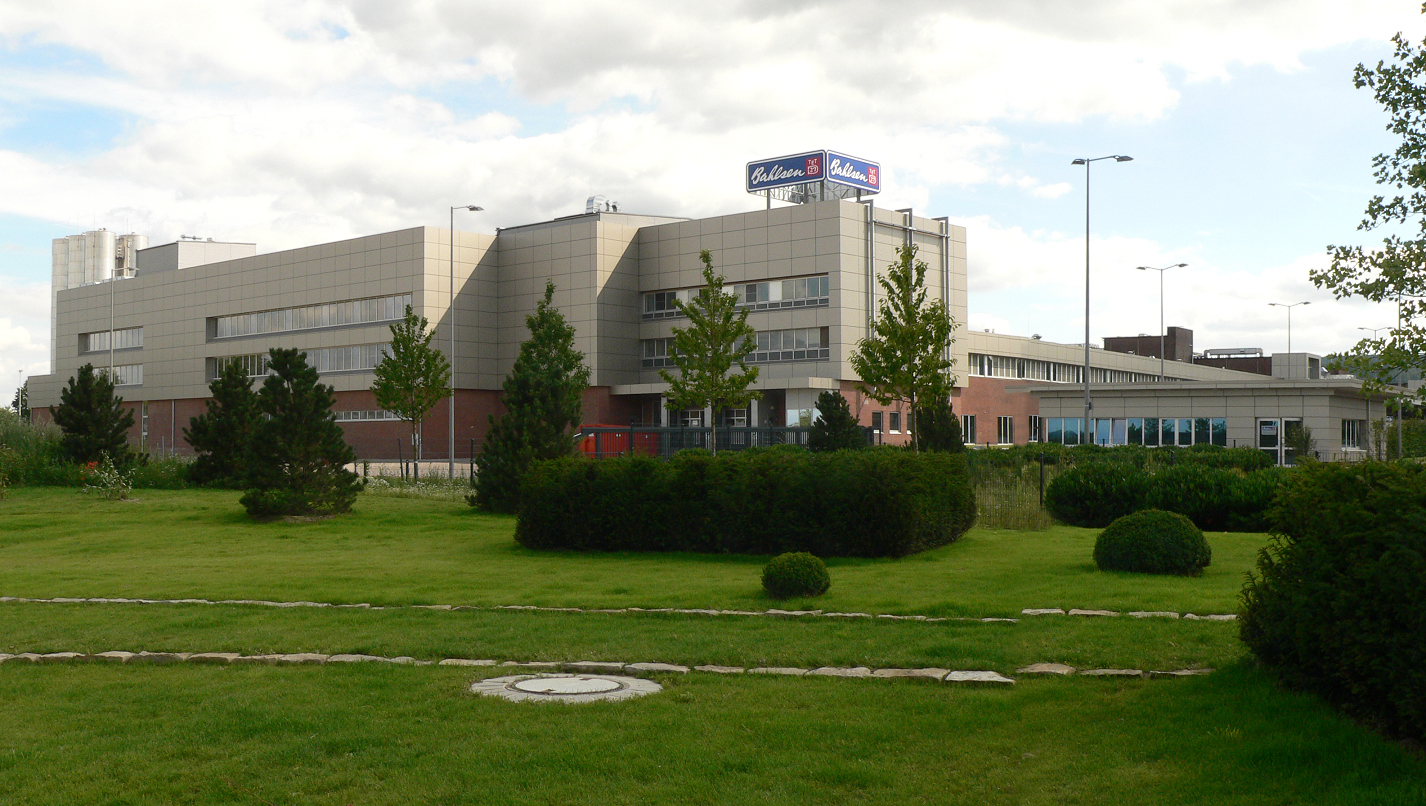
Fabryka Bahlsen GmbH & Co. KG w Barsinghausen

Bahlsen GmbH & Co. KG – niemieckie przedsiębiorstwo branży spożywczej zajmujące się produkcją wyrobów cukierniczych, głównie ciast i ciastek. Siedziba przedsiębiorstwa znajduje się w Hanowerze, w kraju związkowym Dolna Saksonia, w Niemczech.
Przedsiębiorstwo zostało założone w 1889 roku przez Hermanna Bahlsena (1859-1919) i do dziś pozostaje własnością rodziny Bahlsen. W roku 1891 rozpoczęto produkcję herbatników Leibniz, nazwanych tak na cześć Gottfrieda Wilhelma Leibniza. 
W czasie II wojny światowej, w latach 1940−1945, przedsiębiorstwo wykorzystywało ok. 800 pracowników przymusowych z terenów Polski i Związku Radzieckiego okupowanych przez III Rzeszę.
Poza markami Bahlsen i Leibniz, do spółki należą także marki PiCK UP! (powołana w 1999 roku) oraz Brandt (przejęta w 1995 roku wraz z nabyciem działu piekarniczego spółki Brandt).
Przedsiębiorstwo jest również właścicielem marek Kornland (na rynek austriacki) oraz Hit i Krakuski (na rynek polski).

## W Polsce
Przedsiębiorstwo Bahlsen rozpoczęło działalność w Polsce w 1993 roku, przejmując Skawińskie Zakłady Koncentratów Spożywczych. Obecnie posiada fabryki w Skawinie oraz Jaworniku.